# Prévention et sécurité privée en France
La sécurité privée en France est un secteur professionnel qui compte majoritairement des entreprises de prestation de service, employant plus de 175 000 personnes en 2019[réf. nécessaire]. Les économies présentées comme indispensables qui impliquent un désengagement des forces de sécurité publiques de certains secteurs, tout comme les évolutions « post 11 septembre » qui impliquent un renforcement des mesures de sécurité en général (Vigipirate, etc.), entraînent la croissance de ce secteur d'activité. 
En France, les activités de prévention et sécurité du secteur privé sont réglementées par deux ensembles de textes. Ce sont les lois et décrets d'une part (textes législatifs), et les textes relatifs au droit du travail (Code du travail, Convention Collective Nationale) d'autre part. Les deux sont censés se combiner. Les pratiques quant à elles sont diverses et variées suivant les situations.

## Historique
(juin 2021).
La mise en forme du texte ne suit pas les recommandations de Wikipédia : il faut le « wikifier ».
Les points d'amélioration suivants sont les cas les plus fréquents. Le détail des points à revoir est peut-être précisé sur la page de discussion.
- Les titres sont pré-formatés par le logiciel. Ils ne sont ni en capitales, ni en gras.
- Le texte ne doit pas être écrit en capitales (les noms de famille non plus), ni en gras, ni en italique, ni en « petit »…
- Le gras n'est utilisé que pour surligner le titre de l'article dans l'introduction, une seule fois.
- L'italique est rarement utilisé : mots en langue étrangère, titres d'œuvres, noms de bateaux, etc.
- Les citations ne sont pas en italique mais en corps de texte normal. Elles sont entourées par des guillemets français : « et ».
- Les listes à puces sont à éviter, des paragraphes rédigés étant largement préférés. Les tableaux sont à réserver à la présentation de données structurées (résultats, etc.).
- Les appels de note de bas de page (petits chiffres en exposant, introduits par l'outil «  Source ») sont à placer entre la fin de phrase et le point final[comme ça].
- Les liens internes (vers d'autres articles de Wikipédia) sont à choisir avec parcimonie. Créez des liens vers des articles approfondissant le sujet. Les termes génériques sans rapport avec le sujet sont à éviter, ainsi que les répétitions de liens vers un même terme.
- Les liens externes sont à placer uniquement dans une section « Liens externes », à la fin de l'article. Ces liens sont à choisir avec parcimonie suivant les règles définies. Si un lien sert de source à l'article, son insertion dans le texte est à faire par les notes de bas de page.
- La présentation des références doit suivre les conventions bibliographiques. Il est recommandé d'utiliser les modèles {{Ouvrage}}, {{Chapitre}}, {{Article}}, {{Lien web}} et/ou {{Bibliographie}}. Le mode d'édition visuel peut mettre en forme automatiquement les références.
- Insérer une infobox (cadre d'informations à droite) n'est pas obligatoire pour parachever la mise en page.

Pour une aide détaillée, merci de consulter Aide:Wikification.
Si vous pensez que ces points ont été résolus, vous pouvez retirer ce bandeau et améliorer la mise en forme d'un autre article.
 (juin 2021).
Si vous disposez d'ouvrages ou d'articles de référence ou si vous connaissez des sites web de qualité traitant du thème abordé ici, merci de compléter l'article en donnant les références utiles à sa vérifiabilité et en les liant à la section « Notes et références ».
1833 marque l'année de la création de ce qui reste, pour les historiens, la première société privée de sécurité par Vidocq, le Bureau de renseignements pour le commerce.
Cette société de détectives privés qui propose ses services aux commerçants fera des émules et donnera naissance, au cours du XIXe siècle, à plus de 500 sociétés de ce genre en France.

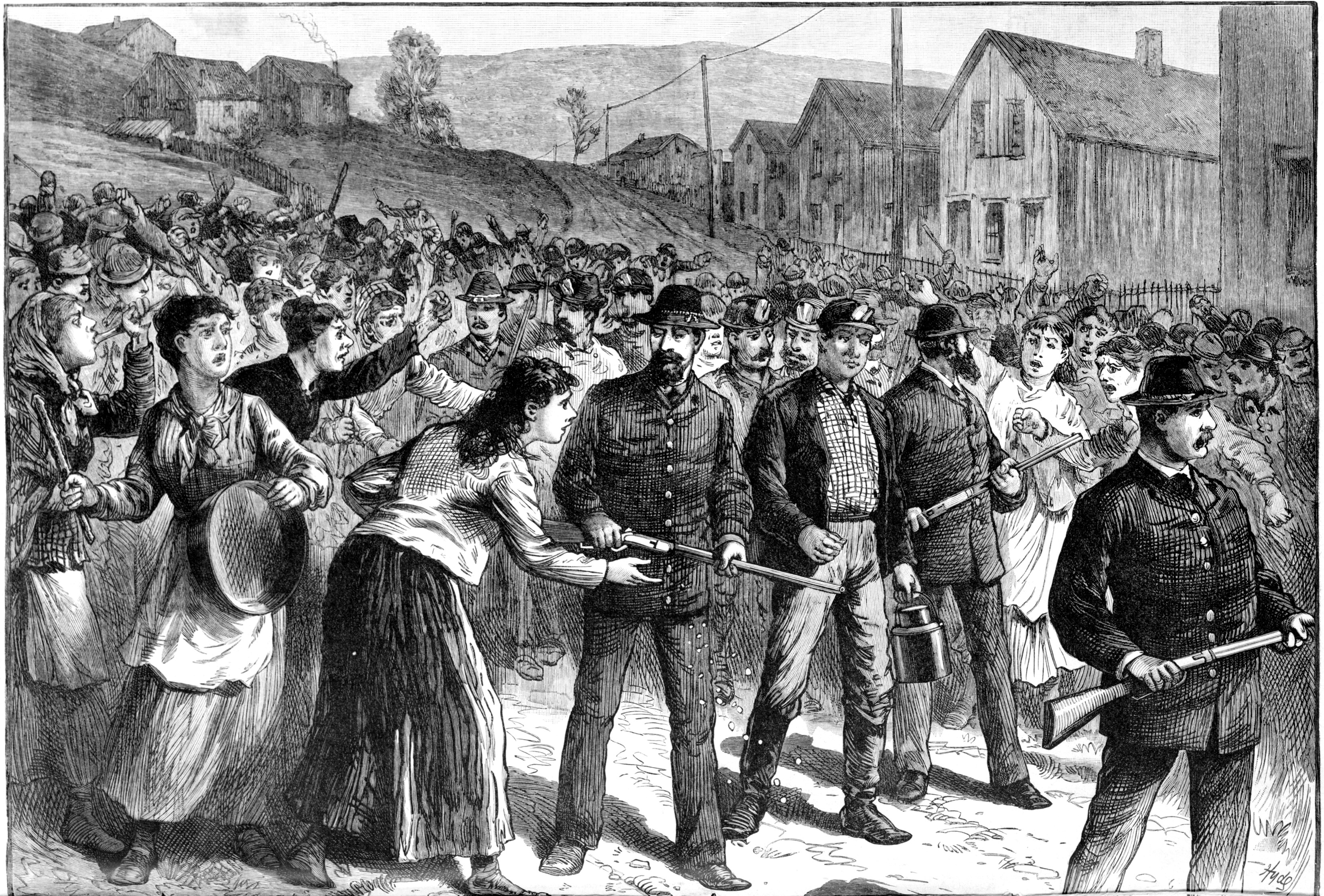
Des grévistes escortés après une arrestation par des gardes armés de Pinkerton.

La création des polices internes des entreprises et notamment des grands magasins voit le jour à la fin du XIXe siècle. On en trouve d'ailleurs une illustration dans le roman de Zola Au Bonheur des Dames (1883). Ces polices privées, tant dans le domaine de la grande distribution que de l'industrie jouent un rôle assez important dans la lutte que peuvent se livrer patronat et syndicats au cours de la Troisième République. Infiltrations, enquêtes, attaques physiques contre les piquets de grève sont les missions de la sécurité privée à cette époque et jusqu'au milieu du XXe siècle[réf. nécessaire],[pertinence contestée].
Pinkerton aux états-unis se spécialise dans le combat des mouvements de grève pour ensuite se diversifier.
Les années 1960 et 70 continuent à contribuer à l'élaboration d'une image trouble de la sécurité privée. L'embauche de membres de l'OAS ou du SAC, l'utilisation de gros bras dans les conflits contre les syndicats donnent une image assez noire d'un secteur d'activité en pleine renaissance à cette époque.
Mais deux drames au cours des années 1970-80 vont entraîner l'état français dans une phase de réglementation d'une profession jusque là laissée à elle-même :
- la mort de Pierre Overney le 25 février 1972
- la mort d'un sans domicile fixe, battu à mort par des vigiles au Forum des Halles le 23 décembre 1981

C'est donc à cette période que sont votés les premiers textes législatifs : le décret no 79-618 du 13 juillet 1979 relatif à la sécurité des transports de fonds décret no 79-618 du 13 juillet 1979 relatif à la sécurité des transports de fonds ainsi que le texte fondateur de la réglementation en sécurité privée en France, la loi no 83-629 du 12 juillet 1983 règlementant les activités privées de surveillance, de gardiennage et de transport de fonds.
Celle-ci, texte fondateur de la sécurité privée en France, sera par la suite régulièrement amendée et modifiée, au gré des évolutions (LOPSI, LOPPSI, adaptations, etc.)
La LOPPSI (appelée aussi improprement "LOPSI 2" votée le 14 mars 2011 crée un organisme tripartite de régulation de la profession, le Conseil national des activités privées de sécurité (CNAPS). Celui-ci a vocation de contrôler l'accès à la profession (pour les salariés comme les dirigeants) ainsi que l'application des textes par les entreprises du secteur. De plus, le texte oblige certaines entreprises de sécurité privée à souscrire une assurance responsabilité civile professionnelle. Les entreprises d'installation d'alarmes et les entreprises de surveillance entrent dans le cadre de cette nouvelle obligation et doivent être assurées avant le 23 mars 2012.
À la suite de l'entrée en vigueur du Code de la sécurité intérieure le 12 mars 2012, la loi du 12 juillet 1983 est abrogée et l'ensemble de ses dispositions sont transposées dans le Code aux articles L.611-1 et suivants. 
La loi du 28 février 2017 relative à la sécurité publique autorise l'armement des agents de protection rapprochée, crée un nouveau statut d’agent de sécurité armé et permettra à l’ensemble des agents de sécurité d’être dotés d’armes de catégorie D. La loi crée un nouveau statut d'agent de sécurité : l'agent de sécurité armé. Ce nouveau statut, effectif au 1er janvier 2018, est réservé aux « agents évoluant dans des circonstances les exposant ou exposant les personnes se trouvant dans les lieux surveillés à un risque exceptionnel d’atteinte à leur vie ».

## Structuration
Le modèle économique le plus répandu est celui de la sous-traitance ou externalisation. À ces mots, les professionnels préfèrent l'expression : « prestation de services ». Le client qu'on appelle aussi donneur d'ordre (privé ou public), a sous-traité son service de surveillance (humaine, vidéo ou électronique) à une entreprise extérieure pour une durée déterminée. C'est à la fin du XXe siècle qu'on a pu observer de nombreuses fusion-absorptions d'entreprises plutôt importantes. Cependant, il existe un maillage très important de petites et moyennes entreprises qui entraîne un morcellement du secteur.
Néanmoins, certaines entreprises préfèrent conserver un service de sécurité interne (Auchan, le CEA, ILL, etc.). Ces services internes doivent obligatoirement être déclarés en préfecture et sont eux aussi soumis à la réglementation sur la sécurité privée et notamment la loi no 83-629 du 12 juillet 1983.
Aujourd'hui aux côtés de la surveillance dite classique (appelée aussi "gardiennage"), on repère des spécialisations :
- sécurité portuaire (soumise à la réglementation ISPS) et aéropotuaire (soumise à la réglementation IATA),
- sites à hauts risques (en particulier nucléaire et chimique),
- sites classés Immeubles de grande hauteur et Établissements recevant du public,
- interventions mobiles sur alarme chez particuliers et entreprises,
- sécurité dans le secteur de la distribution,
- sécurité dans le secteur de la logistique,
- Télésurveillance,
- protection physique de personnes,
- agents privés de recherche,
- secteur de l'Intelligence économique,
- transport de fonds,
- cynotechnie.

## Organisation des professions visées par le Code de la Sécurité intérieure
En France, la sécurité privée correspond à une série d'activités professionnelles listées par le Code de la Sécurité intérieure(auparavant encadrées par la Loi du 12 Juillet 1983 abrogée par l'Ordonnance du 12 mars 2012)
Ces activités sont, d'une part, les sociétés de gardiennage, transports de fonds et de protection physiques de personnes (garde du corps), conformément à l'article L.611-1 du Code de la Sécurité Intérieure, et d'autre part les agences de recherches privées (détectives et enquêteurs privés), conformément aux articles L.621-1 à L.624-14 du même code. Toutes ces activités constituent des professions de sécurité, et notamment les détectives privés pour lesquels la Commission nationale de déontologie de la sécurité a affirmé sa compétence dans un avis du 21 septembre 2009, bien que les finalités et le statut juridique et social soient différents voire opposés.
Ainsi les sociétés de gardiennage, de transports de fonds, de protection de personnes sont des entreprises commerciales, alors que les enquêteurs de droit privé exercent une profession libérale à vocation juridique, qu'ils sont tenus au secret professionnel et qu'ils participent aux droits de la défense.
Les problématiques de sécurité privée sont fréquemment abordées au sein d'organismes chargés de la sécurité publique au sens large : en particulier, la Commission nationale de déontologie de la sécurité (CNDS, créée le 6 juin 2000 et dissoute le 1er mai 2011) et l'Institut national des hautes études de la sécurité et de la justice (INHESJ, créé le 15 avril 2004 où siège un représentant de la sécurité privée au Conseil d'Administration).
Le Conseil national des activités privées de sécurité (CNAPS), créé sous forme d'amendement à la LOPPSI en 2010 a pour vocation à encadrer les activités de sécurité privée. Il est placé sous l'égide du délégué interministériel à la sécurité privée.

### Principales dispositions légales (lois, décrets, arrêtés et circulaires)
- Loi[14] réglementant les activités privées de sécurité[15],
- Décret[16] relatif l'utilisation des matériels, documents, uniformes et insignes des entreprises de surveillance et de gardiennage, transports de fonds et protection de personnes,
- Circulaire[17] du Ministère de l’Intérieur,
- Arrêté[18] relatif aux missions, à l'emploi et à la qualification du personnel permanent des services de sécurité incendie des établissements recevant du public et des immeubles de grande hauteur,
- Décret[19] relatif à l’aptitude professionnelle des dirigeants et des salariés des entreprises exerçant des activités de surveillance et de gardiennage, de transports de fonds et de protection physique des personnes.
- Décret[20]relatif à la carte professionnelle, à l'autorisation préalable et à l'autorisation provisoire des salariés participant aux activités privées de sécurité définies à l'article 1er de la loi no  83-629 du 12 juillet 1983.

### Accords professionnels: la convention collective nationale
D'autres textes régissant la profession sont regroupés au sein de la convention collective des entreprises de prévention et sécurité. Il s'agit d'un ensemble d'accords contractuels. Ceux-ci sont visés par le Ministère du Travail par des Arrêtés d'extension à toutes les entreprises du territoire national. 
Le numéro de la brochure officielle est le 3196 (IDCC no  1351).
Les partenaires signataires de la convention collective sont les regroupements principaux de la profession (syndicats d'employeurs et syndicats de salariés).

### Code APE dans nomenclature d’activités française
L’APE de la nomenclature d’activités française (NAF 2008) est : 80.10Z Activités de sécurité privée (anciennement 74.6Z Enquêtes et sécurité dans la NAF 2003 en vigueur jusqu’à fin 2007).

#### Les partenaires sociaux signataires
Pour les organisations patronales :
- la chambre syndicale nationale des entreprises de sécurité (C.S.N.E.S.),
- le syndicat national des entreprises de prévention et de sécurité (S.N.E.P.S.),
- le syndicat national des exploitants en télésécurité (S.N.E.T.).
- le syndicat association nationale des metiers de la sécurité (A.D.M.S.).

Pour les syndicats de salariés :
- Le syndicat UNSA sécurité-privée,
- la confédération française de l'encadrement C.G.C.,
- la fédération C.F.D.T. des services,
- la fédération des employés, cadres, techniciens, agents de maîtrise C.F.T.C.,
- la fédération des travaux publics, portuaires de la marine et des transports F.O.

#### Adhésions postérieures
- 8 janvier 1987 : l'union des entreprises de sécurité privées[22] (U.S.P.),
- 2 novembre 1989 : le syndicat national des professionnels de la protection et de la sécurité (S.N.P.S.)[23],
- 27 novembre 1998 : l'union nationale des syndicats autonomes prévention-sécurité[24],
- 22 septembre 2000 : la fédération générale des autonomes du secteur privé[25],
- 27 septembre 2000 : la fédération nationale des métiers de la prévention, de la sécurité, des services annexes[26],
- 17 décembre 2001 : le syndicat professionnel des entreprises de sécurité exerçant des activités de sûreté aérienne et aéroportuaire (SPESSAA)[27],
- 9 décembre 2005 : le SYNDAPS-CGTR[28].

#### Autre partenaire en négociation
- peu ou pas signataire : la Fédération du Commerce et des Services C.G.T.

### Particularités professionnelles, accords postérieurs
- L'avenant[29] relatif au travail de nuit (25 septembre 2001),
- L'accord[30] relatif à la reprise du personnel (5 mars 2002),
- L'accord[31] relatif aux modalités de rémunération du travail du dimanche (29 octobre 2003),
- L'accord[32] relatif aux qualifications professionnelles des métiers de la prévention sécurité, dit des « métiers repères » (1er décembre 2006),
- L'avenant de révision à l'accord de reprise du personnel du 5 mars 2002 (28 janvier 2011).

## Principaux postes de travail dont les « Métiers repères »

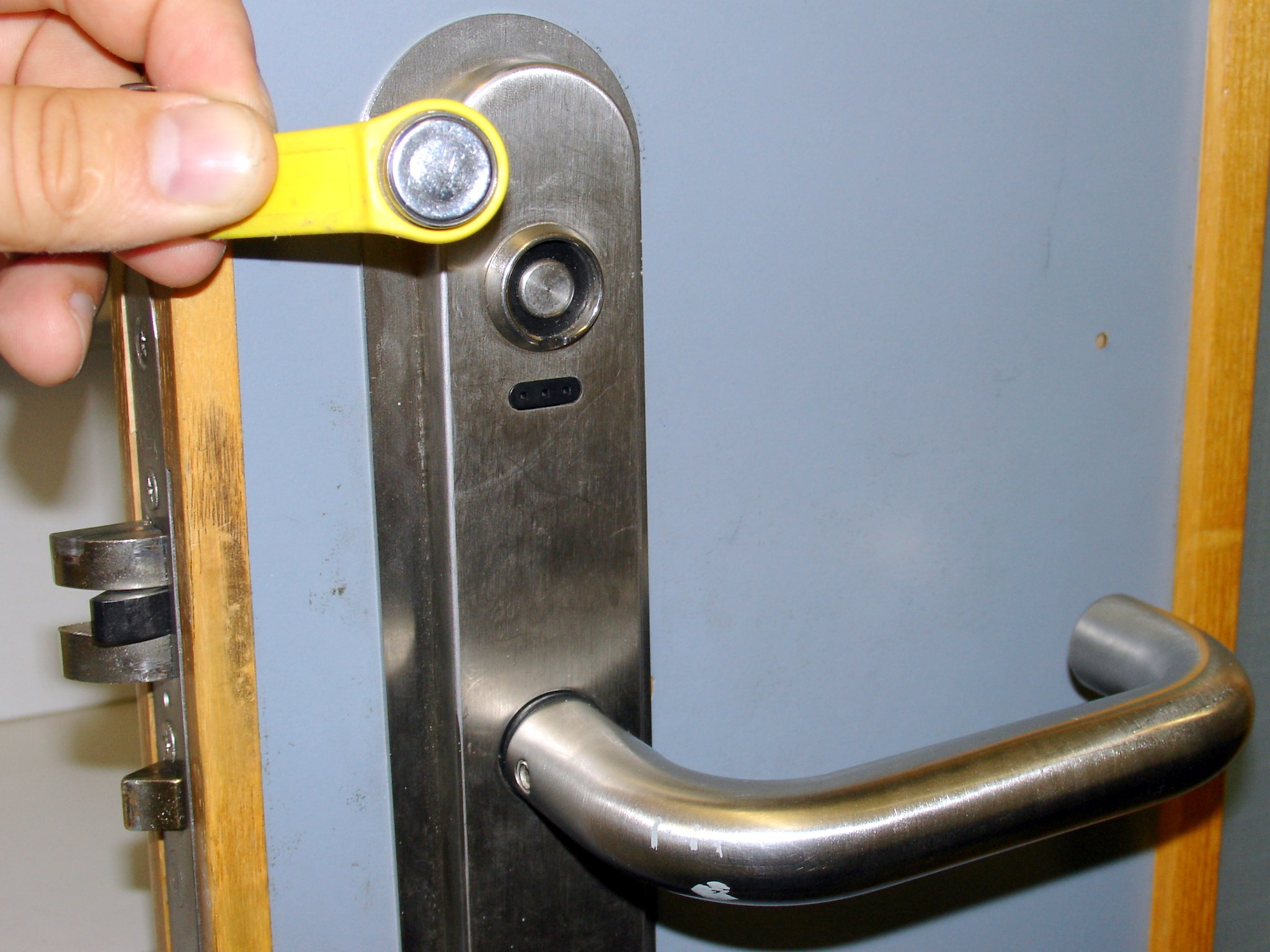
Verrouillage électronique

## Données économiques et sociales
Il existe de grands groupes qui assurent la surveillance humaine proprement dite et d'autres le transport de fonds, comme d'autres sociétés voire de très petites entreprises qui assurent localement la surveillance des biens et des personnes (voir la section Articles connexes ci-dessous).
| Année | Nombre de salariés | Nombre d'entreprises | Nombre d'établissements | Croissance annuelle du CA |
| ----- | ------------------ | -------------------- | ----------------------- | ------------------------- |
| 2009  |                    |                      |                         |                           |
| 2008  | 165 000            | 2 820                | 3 850                   | 4 %                       |
| 2007  |                    |                      |                         |                           |
| 2006  | 150 000            | 2 570                | 3 600                   | 5 %                       |

#### Autres articles plus généraux
- Contrôle d'accès
- La convention collective nationale (CCN) et la liste des conventions collectives en France par n° de brochure
- Nomenclature alphabétique des activités françaises (code NAF)
- Liste des organisations syndicales professionnelles françaises